# ジーン・バーティク
ジーン・ジェニングス・バーティク（Jean Jennings Bartik、1924年12月27日 - 2011年3月23日）は、アメリカ合衆国のコンピュータ技術者であり、ENIACのオリジナルのプログラマの1人である。
大学で数学を学んだ後、ペンシルベニア大学で計算手として働き始めた。当初は弾道軌道を手動で計算し、後にENIACを使用して計算した。ENIACがこの種の最初のコンピュータだったため、彼女とその同僚はプログラミングの基礎の多くを開発し体系化した。
ENIACでの仕事の後はBINACやUNIVACで仕事をし、ライター、マネージャー、エンジニア、プログラマーとしてさまざまな技術系の会社に勤務した。後年は不動産業者となり、2011年に鬱血性心不全の合併症で亡くなった。

## 幼年期と教育
1924年にミズーリ州ジェントリー郡で7人兄弟の6番目の子として生まれ、ベティ・ジーン・ジェニングス(Betty Jean Jennings)と名付けられた。父のウィリアム・スミス・ジェニングス（1893年-1971年）は教師兼農夫だった。
子供の頃は馬に乗って祖母を訪ね、祖母は彼女に読ませるために新聞を毎日買った。祖母はその後の彼女の人生のロールモデルになった。地元の複式学級の学校に通い、ソフトボールの技で地元の注目を集めた。高校に通うために姉と一緒に学校のある隣の町に住んでいたが、わずか14歳にもかかわらず毎日運転を始めた。1941年に16歳でスタンベリー高校を卒業した。
ノースウェスト・ミズーリ州立教育大学（現 ノースウェスト・ミズーリ州立大学）に通い、数学を主専攻、英語を副専攻として、1945年に卒業した。彼女はクラスで唯一数学の学位を取得した。元々ジャーナリズムを勉強するつもりだったが、指導教員との関係が悪くなったため、主専攻を数学に変更した。後に、1967年にペンシルバニア大学で英語の修士号を取得し、2002年にノースウェスト・ミズーリ州立大学から理学の名誉博士号を授与された。

## キャリア

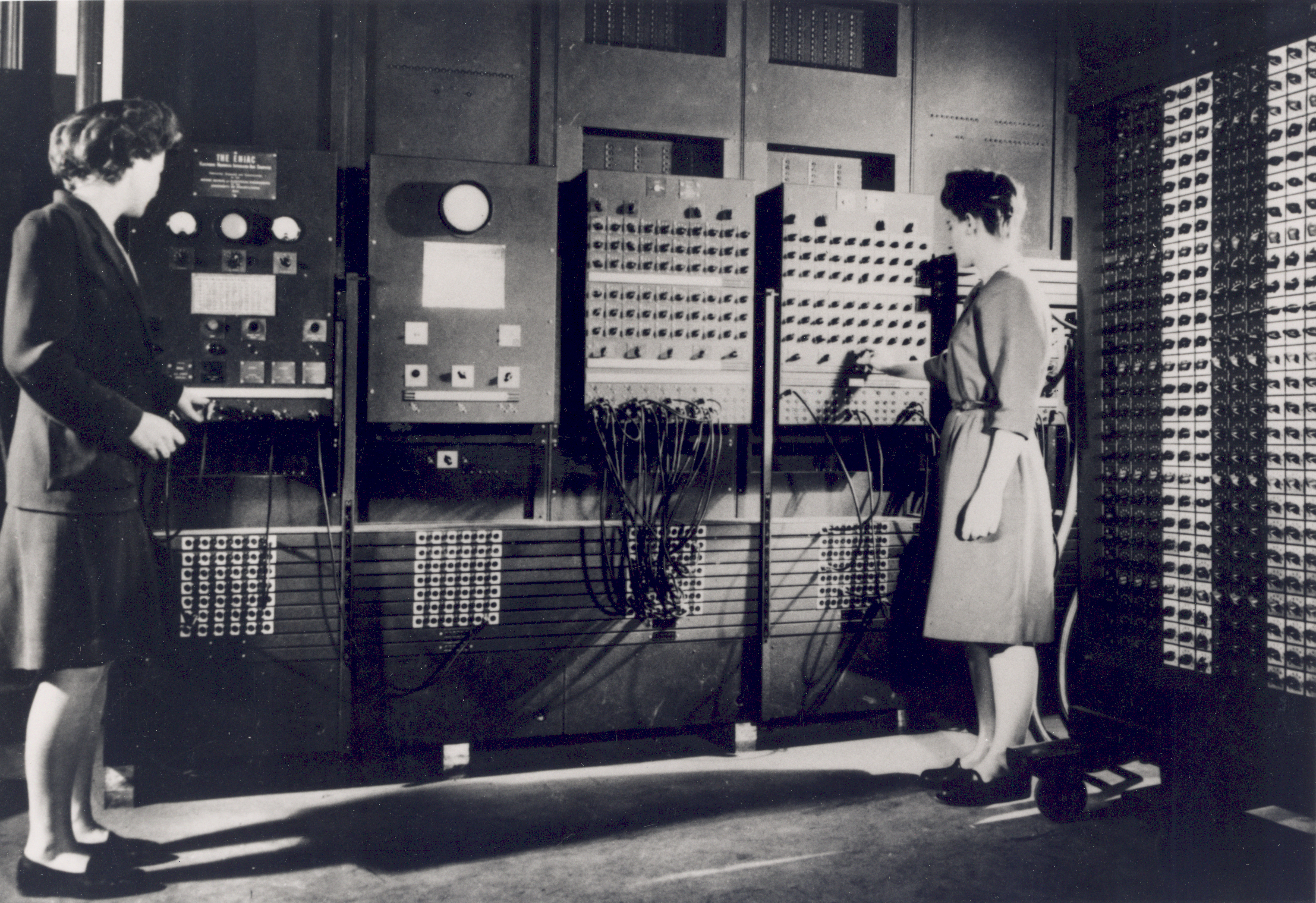
ENIACの制御盤を操作するプログラマのベティ・ジーン・ジェニングス（左）とフラン・バイラス（右）

1945年、陸軍は戦争遂行の支援のために大学から数学者を募集した。指導教員が「陸軍の単なる「車輪の歯車」になる」と警告し、その代わりに数学の教師になることを奨励したにもかかわらず、彼女は計算手になることを決めた。大学の微積分の教授は、微分解析機のあるペンシルベニア大学に就職することを奨励した。
20歳でIBMとペンシルベニア大学の両方に応募した。IBMからは却下されたが、ペンシルベニア大学に雇用され、弾道軌道を手計算するために陸軍アバディーン性能試験場に派遣された。そこで勤務している間に、ペンシルベニア大学でペンタゴンのプロジェクトに取り組むエンジニアのウィリアム・バーティクと出会い、1946年12月に結婚した。
バーティクのような計算手が手作業で行っていた弾道軌道を計算する目的で電子計算機やコンピュータ(ENIAC)が開発されると、彼女はそのプロジェクトに参加し、最終的にENIACの最初のプログラマの1人に選ばれた。バーティクらは、何の技術も教えられることなく、ENIACに問題を「セットアップ」するよう求められた。バーティクを含む6人の女性計算手（バーティク、ベティー・ホルバートン、マーリン・ウェスコフ、キャスリーン・マクナルティ、ルース・タイテルバウム、フランシス・スペンス）がENIACのメインプログラマに選ばれた。その他にも多くの女性（そのほとんどが十分に評価されていない）が、戦時中で男性の労働力が不足している期間にENIACに貢献した。主任プログラマになったバーティクとベティー・ホルバートン、および他の4人のオリジナルのプログラマは、ENIACの使い方に非常に熟練した。信頼できるマニュアルがないため、彼女らは装置の図面を確認し、装置を作成したエンジニアに質問して、必要なスキルを身につけた。当初は、ENIACのハードウェアがまだ機密指定されており、セキュリティクリアランスを受けていなかったため、ENIACのハードウェアを見ることが許可されていなかった。彼女らは、回路図を勉強するだけで、マシンのプログラミング方法を学ぶ必要があった。彼女らのチームには、最初は一緒に働くスペースが与えられていなかったため、使われていない教室やフラタニティハウスで、できる限り働く場所を見つけた。
バーティクら6人の女性は、ENIACでの作業において、サブルーチン、ネスティングなどの基本的なプログラミング技術を開発し、デジタルコンピューターのプログラミングの分野を作り上げた。バーティクらは、機械を物理的に変更し、スイッチを動かし、ケーブルを再配線してプログラミングする方法を学んだ。本来の業務である弾道計算だけでなく、ロスアラモス国立研究所の核計算のオペレータになり、プログラミングのレパートリーを拡大した。軍事上重要な弾道計算に関するプログラミングはENIACが仕様どおりの性能を持つことを証明することになるが、この仕事でバーティクとコンビを組んだのは、当時ベティー・スナイダーと呼ばれていたベティー・ホルバートンだった。バーティクとホルバートンのプログラムは、ENIACを一般の科学コミュニティに紹介するために利用されることになった。このデモンストレーションは1946年2月15日に行われ、大成功を収めた。ENIACは、ハーバードの有名な電気機械装置であるMark Iよりも高速に動作することを証明し、人手では40時間かかる作業が20秒で完了することも示した。
バーティクは、1946年のENIACの最初の公開デモのことを次のように記述している。
ENIACが世界に紹介された日は、私の人生で最も刺激的な日でした。デモンストレーションは素晴らしいものでした。ENIACは、弾丸が移動するよりも速く軌道を計算しました。私達は、実行された計算のコピーを配りました。ENIACは、それ以前に存在していたどの装置よりも1,000倍高速でした。点滅するライトにより、実際の計算速度をグラフィカルに示す印象的な装置でもありました。
公開デモは成功したが、出席者の祝辞のほとんどはエンジニアのモークリーとエッカートに対しておくられた。
バーティクは後に、ENIACをプログラム内蔵方式に改造するためのプログラマのグループを結成するように依頼し、ジョン・フォン・ノイマン リチャード・クリッピンガー、アデル・ゴールドスタインと緊密に協力した。バーティクは、1948年3月までにENIACをプログラム内蔵方式に改造した。この工程の責任者として、バーティクは、ENIACをクリッピンガーの風洞プログラムを支援する初歩的なプログラム内蔵方式コンピュータに変えることができるようすることを委任された。これにより、ENIACはより迅速、効率的、正確に動作することができるようになった。プロジェクトの期間中にバーティクとアデル・ゴールドスタインとの間でやり取りされた手紙が、作家のThomas HaighとMark Priestleyによって発見され、60個の命令コードの多くがバーティクの手書きであったという事実も判明した。
終戦後、バーティクはENIACを設計したジョン・モークリー、ジョン・プレスパー・エッカートと協力し、BINACやUNIVAC Iの開発を支援した。BINACは、データの保存にパンチカードの代わりに磁気テープを使用した最初のコンピュータであり、2つのCPUを持つ「ツインユニット」の概念を利用した最初のコンピュータである。BINACは、プログラム内蔵方式をハードウェア的に実行する初のコンピュータであり、正常に機能した。BINACは、スナークミサイルの誘導の制御のためにノースロップが購入したが、BINACはその目的には大きすぎることが判明した。ただし、ノースロップのプログラマによれば、BINACがノースロップに納入されてからはまともに動作しなかったという主張は誤りであり、BINACは1950年代半ばまでうまく機能していた。さらに、BINACにおけるバーティクのより重要な仕事には、他のUNIVACプログラミングおよび設計タスクの中でUNIVACの論理回路を設計するというものがあった。バーティクは生涯の友人であるホルバートンとともに、コンピュータ用の世界初の生成的プログラミングシステム（Sort Merge Generator）を共同でプログラミングした。バーティクは、これらのプロジェクトでエッカートやモークリーと働いていた期間を回想して、彼らのコンピュータエンジニアのグループを「技術のキャメロット」と表現した。
1950年代初頭にエッカート・モークリー・コンピュータがレミントンランドに売却された。バーティクは、最初の6台のUNIVACの納入先（米国国勢調査局、原子力委員会など）のプログラマに対するUNIVACのプログラミングと使用方法のトレーニングを支援した。後に、夫のウィリアム・バーティクがレミントンランドに就職し、2人はフィラデルフィアに引っ越した。しかし、夫と妻が一緒に働くことに関する当時の会社の方針に基づき、彼女は会社を退職するよう求められた。最初の子供が生まれるまでの1951年から1954年の間、ジョン・モークリーのフリーランスのプログラミングを担当し、夫の助手を務めた。息子が生まれると、キャリアから離れて子供を育てることに専念した。その後さらに2人の子供をもうけた。
バーティクはENIACの開発において不可欠な役割を果たしたが、ペンシルベニア大学およびENIACでの彼女の先駆的な研究は、ウォール・ストリート・ジャーナルでコラムニストTom Petzingerがバーティクとホルバートンに関する記事を書くまで、完全に隠れていた。後に、映画『Top Secret Rosies: The Female "Computers" of WWII』や、Kathy KleimanのENIAC Programmers Projectによって、バーティクのコンピューティングにおける先駆的な業績に光が当てられた。

## その後
1967年、ペンシルベニア大学で修士号を取得し、夫と離婚することを決めた後、バーティクはAuerbach Corporationでミニコンピュータに関する技術報告の作成と編集に加わった。この時から、ENIAC、UNIVAC、レミントンランド時代に知られていた「ベティ」ではなく「ジーン」の名前の方を使うようになった。この名前の変更は、男性の同僚からもっと真剣に受け止められたいと彼女が望んだためであった。バーティクはAuerbachに8年間在籍した。夫とは1968年までに離婚した。バーティクは、最終的に所属したData Decisions（Ziff Davisの出版社）が売却された1986年にコンピュータ業界から離れ、その後の25年間を不動産業者として過ごした。
1996年にコンピュータの開発における彼女らの役割の重要性が再発見されると、バーティクは60年以上の友人であるベティー・ホルバートン、キャスリーン・アントネッリ（ENIACのプログラマで、ENIACの共同発明者であるモークリーの元妻）とともに、初期のコンピュータの分野での先駆的な業績に対する謝辞と栄誉を受け取った。バーティクとアントネッリは、ENIAC、BINAC、UNIVACでの経験を共有するために、国内外で招待講演を行った。特にバーティクは、ENIAC、BINAC、UNIVACのプログラミングの先駆的な役割に対して、多くの栄誉と賞を受賞した。BINAC、UNIVACでは商用コンピュータ業界の立ち上げに貢献し、ENIACを世界初のプログラム内蔵方式コンピュータに改造した。2002年、母校ノースウェスト・ミズーリ州立大学のキャンパスに、彼女を記念してジーン・ジェニングス・バーティク・コンピューティング博物館が開設された。2008年には、Linuxカーネルの作成者・主任開発者であるリーナス・トーバルズやイーサネットの父であるロバート・メトカーフとともに、コンピュータ歴史博物館のフェロー（コンピュータの殿堂入り）に指名された。死の直前の2011年に自叙伝"Pioneer Programmer: Jean Jennings Bartik and the Computer that Changed the World"（パイオニア・プログラマ：ジーン・ジェニングス・バーティクと世界を変えたコンピュータ）を長年の同僚ジョン・T・リックマンとキム・D・トッドの助けを借りて執筆した。2011年3月23日、ニューヨーク州ポキプシーの老人ホームで鬱血性心不全により86歳で死亡した。
バーティクは、彼女がこれまでに受けた最高のアドバイスの1つとして、次を挙げている。「あなたが何かを成し遂げることなんてできないと考える人がいるかもしれないけれど、そいつらにそんなことを言わせておくのはやめなさい。あなたが自分はできると思い、成功するために勉強したならば、あなたは何でもできるし、何でも達成できる。」少女や女性が自分の夢を追いかけることを奨励して、彼女は次のように言った。「私の人生が何かを証明したのだとしたら、それは、女性（そして少女）はリスクを取ることや新しいことを試すことを決して恐れてはいけないということだ。」

## 賞と栄誉
- Women in Technology Hall of Fame殿堂入り（1997年）[12]
- コンピュータ歴史博物館フェロー（2008年）[17][18]
- IEEE Computer Society コンピュータパイオニア賞（2008年）[19]
- コレンマン賞（2009年）[4][19]

ミズーリ州メリービルにあるノースウェスト・ミズーリ州立大学には、ジーン・ジェニングス・バーティクコンピューティング博物館が開設されている。
コンテンツ管理システムDrupalのデフォルトテーマにはBartikという名前がつけられている。